# ولیکا پلنا (پرکوپلج)
ولیکا پلنا (پرکوپلج) (به لاتین: Velika Plana (Prokuplje)}} یک عوارض جغرافیایی در صربستان است که در Toplica District واقع شده‌است.

## خصوصیات
ولیکا پلنا ۶۶۶ نفر جمعیت دارد.